# Argumentum ad logicam
Das Argumentum ad logicam (lat. argumentum wörtlich für sich: „Beweis[-Führung oder -Rede]“ sowie ad locicam: „der Logik“, sinngemäß „Argument infolge der Logik“, frei übersetzt „Argument vom Irrtum“) ist ein logischer Fehlschluss. Einem Argumentum ad logicam zufolge müsse eine Schlussfolgerung demnach falsch sein, weil ein vorheriges Argument falsch war. Andere Bezeichnungen sind Irrtum vom Irrtum (engl. Fallacy Fallacy), Widerlegung durch Irrtum (Disproof by Fallacy) oder Schlechte-Gründe-Fehlschluss (Bad Reasons Fallacy).

## Beispiele
In den Beispielen ist das Argumentum ad logicam kursiv hervorgehoben.
Tom: Alle Tiere sind Katzen. Felix ist ein Tier. Deshalb ist Felix eine Katze.
Bill: Nicht alle Tiere sind Katzen. Du liegst falsch, Felix kann also keine Katze sein.
oder
Tom: Ich spreche deutsch. Also muss ich Deutscher sein.
Bill: Österreicher sprechen ebenfalls deutsch. Deine Argumentation ist falsch, also bist du kein Deutscher.

## Ablehnung eines Trugschlusses
Umgekehrt darf die falsche Begründung nicht für korrekt gehalten werden, nur weil sich die Behauptung als wahr herausstellt.
Tom: Alle Tiere sind Katzen. Felix ist ein Tier. Deshalb ist Felix eine Katze.
Bill: Nicht alle Tiere sind Katzen. Du liegst falsch, Felix müsste keine Katze sein.
Die Katze Felix betritt den Raum.
Tom: Ich lag richtig, also ist meine Begründung korrekt.
entsprechend
Tom: Ich spreche deutsch. Also muss ich Deutscher sein.
Bill: Österreicher sprechen ebenfalls deutsch. Du müsstest also kein Deutscher sein.
Tom: Aber ich bin tatsächlich Deutscher. Also sind alle, die deutsch sprechen, sehr wohl Deutsche.